# Данилевский, Владимир
Влади́мир Данилевский (1916 — неизвестно) — советский футболист, нападающий.
За период своей карьеры в ЦДКА Данилевский сумел сыграть только два матча в чемпионате СССР. Один из них состоялся 16 мая 1938 года против «Динамо» (Ленинград), а другой — 20 мая против «Динамо» из Одессы.
Дальнейшая судьба игрока неизвестна.